# Half-continuïteit
Het begrip half-continuïteit is zwakker dan het begrip continuïteit. Iedere continue functie is ook half-continu, maar het omgekeerde geldt niet. Een half-continue functie hoeft aan minder voorwaarden te voldoen dan een continue functie.
Een functie waarvoor het van belang is dat die half-continu is, is een functie met punten waarin de functiewaarde verspringt. Dat is hetzelfde als bij functies die linkscontinu of rechtscontinu zijn, maar de definitie is iets anders.

## Definitie
Laat {\displaystyle I\subset \mathbb {R} } een open interval zijn en {\displaystyle f:I\to \mathbb {R} }.
De functie {\displaystyle f} heet continu als voor iedere {\displaystyle u\in I} en iedere {\displaystyle \varepsilon >0} er een {\displaystyle \delta >0} is zodanig dat voor {\displaystyle x\in I} met {\displaystyle |x-u|<\delta }, geldt dat {\displaystyle |f(x)-f(u)|<\varepsilon }.
De functie {\displaystyle f} heet half-continu van beneden als voor iedere {\displaystyle u\in I} en iedere {\displaystyle \varepsilon >0} er een {\displaystyle \delta >0} is zodanig dat voor {\displaystyle x\in I} met {\displaystyle |x-u|<\delta }, geldt dat {\displaystyle f(x)-f(u)>-\varepsilon }.
De functie {\displaystyle f} heet half-continu van boven als voor iedere {\displaystyle u\in I} en iedere {\displaystyle \varepsilon >0} er een {\displaystyle \delta >0} is zodanig dat voor {\displaystyle x\in I} met {\displaystyle |x-u|<\delta }, geldt dat {\displaystyle f(x)-f(u)<\varepsilon }.

### Topologie
Als {\displaystyle X} een topologische ruimte is, dan is {\displaystyle f:X\to \mathbb {R} \cup \{-\infty ,+\infty \}} half-continu van boven in {\displaystyle u\in X}, als er voor elke {\displaystyle \epsilon >0} er een open verzameling {\displaystyle U} bestaat die {\displaystyle u} omvat zodanig dat {\displaystyle f(x)-f(u)<\epsilon } voor elke {\displaystyle x\in U}. Een functie is half-continu van boven als hij half-continu van boven is in elk van de punten van zijn domein.
Voor de half-continuïteit van boven van een functie kan als alternatief ook de volgende definitie worden gebruikt:
Als {\displaystyle X} een topologische ruimte is, dan is {\displaystyle f:X\to \mathbb {R} \cup \{-\infty ,+\infty \}} half-continu van boven, als  {\displaystyle \{x\in X:f(x)<a\}} open is voor elke {\displaystyle a}.
Als {\displaystyle X} een topologische ruimte is, dan is {\displaystyle f:X\to \mathbb {R} \cup \{-\infty ,+\infty \}} half-continu van beneden in {\displaystyle u\in X}, als er voor elke {\displaystyle \epsilon >0} er een open verzameling {\displaystyle U} bestaat die {\displaystyle u} omvat zodanig dat {\displaystyle -\epsilon <f(x)-f(u)} voor elke {\displaystyle x\in U}. Een functie is half-continu van beneden als hij half-continu van beneden is in elk van de punten van zijn definitiegebied.
Voor de half-continuïteit van beneden van een functie kan als alternatief ook de volgende definitie worden gebruikt:
Als {\displaystyle X} een topologische ruimte is, dan is {\displaystyle f:X\to \mathbb {R} \cup \{-\infty ,+\infty \}} half-continu van beneden, als 
{\displaystyle \{x\in X:f(x)>a\}} open is voor elke {\displaystyle a}.

## Voorbeelden
Als {\displaystyle D\subset I}, dan is de indicatorfunctie {\displaystyle 1_{D}:I\to \{0,1\}} dan en slechts dan half-continu van boven als {\displaystyle D} gesloten is en half-continu van beneden als {\displaystyle D} open is.
In het bijzonder is {\displaystyle 1_{\{a\}}} half-continu van boven voor elk element {\displaystyle a\in I}. Deze functie is noch rechts-, noch linkscontinu in {\displaystyle a}. 
Een ander bekend voorbeeld van een van boven half-continue functie is de entierfunctie {\displaystyle x\mapsto [x]}.

## Eigenschappen
- Een functie is continu dan en slechts dan als hij zowel half-continu van boven als half-continu van beneden is.
- Als {\displaystyle f} en {\displaystyle g} half-continu zijn van beneden en {\displaystyle \lambda \geq 0}, dan zijn {\displaystyle f+g} en {\displaystyle \lambda f} half-continu van beneden.

Als bovendien {\displaystyle f\geq 0,g\geq 0}, dan is ook {\displaystyle fg} half-continu van beneden.
- De uniforme limiet van een rij van beneden half-continue functies is zelf ook weer half-continu van beneden.
- Een van beneden half-continue functie is een puntsgewijze limiet van een stijgende rij continue functies
- Een van beneden half-continue functie gedefinieerd op een compacte verzameling heeft een minimum.
- De verzameling van van beneden half-continue functies is gesloten onder willekeurige suprema en eindige infima, dat wil zeggen

als {\displaystyle S} een verzameling van van beneden half-continue functies is, en {\displaystyle f} en {\displaystyle g} zijn elementen van {\displaystyle S}, dan is {\displaystyle x\mapsto \sup\{h(x):h\in S\}} half-continu van beneden evenals {\displaystyle x\mapsto \min\{f(x),g(x)\}}
Dezelfde eigenschappen zijn er voor functies die half-continu zijn van boven. Bijvoorbeeld: De verzameling van van boven half-continue functies is gesloten onder willekeurige infima en eindige suprema.